# モデスト・チャイコフスキー
モデスト・イリイチ・チャイコフスキー（ロシア語: Моде́ст Ильи́ч Чайко́вский, ラテン文字転写: Modest Ilyich Tchaikovsky）; 1850年5月13日（ユリウス暦 5月1日） - 1916年1月15日（ユリウス暦 1月2日））は、ロシアの劇作家、オペラの台本作家、翻訳家。

## 生涯
モデストはアラパエフスクにて作曲家のピョートル・チャイコフスキーの弟として生まれた。法学校を卒業して法学の学位を取得。1876年に聾唖の少年ニコライ（コーリャ）・ヘルマノヴィチ・コンラディ（Nikolai ("Kolya") Hermanovich Konradi, 1868–1922）の家庭教師となり、特別な教育法をもって彼の会話、読み書きを助けた。現在も未出版のモデストの自叙伝からアレクサンドル・ポズナンスキーが引き写した概要によると、彼は兄ピョートルの同性愛に加えて自分自身の同性愛についても言及を行っているということである。
モデストは自らの生涯を文学と音楽へ捧げる道を選んだ。戯曲を書き、シェイクスピアのソネットをロシア語に翻訳し、兄であるピョートルをはじめエドゥアルド・ナープラヴニーク、アルセニー・コレシチェンコ、アントン・アレンスキー、セルゲイ・ラフマニノフといった他の作曲家のオペラへ台本を書いた。兄の一番の親友であった彼は、その最初の伝記を執筆するとともにクリンにチャイコフスキーの家博物館を設立したのであった。

## 作品

### 戯曲
- Predrassudki  (Предрассудки –  Prejudices)
- Simfoniya (Симфония – Symphony)
- Den' v Peterburge (День в Петербурге – A Day in St Petersburg)

### オペラの台本
- チャイコフスキー 『スペードの女王』 作品68 1890年。初演: 1890年12月19日（ユリウス暦 12月7日）、サンクトペテルブルク
- チャイコフスキー 『イオランタ』 作品69 1891年。ヘンリク・ヘルツ（英語版）作、デンマークの戯曲『ルネ王の娘』 (Kong Renés Datter)をFyodor Millerが翻訳、Vladimir Rafailovich Zotovが脚色した版に基づく。初演: 1892年、マリインスキー劇場、サンクトペテルブルク
- ナープラヴニーク 『ドゥブロフスキー』 初演: 1895年1月15日（ユリウス暦 1月3日）、マリインスキー劇場、サンクトペテルブルク
- コレシチェンコ 『Ledyanoy dom』 初演: 1900年11月20日（ユリウス暦 11月7日）、モスクワ
- アレンスキー 『ナルとダマヤンティ』 叙事詩『マハーバーラタ』に基づく。初演: 1904年1月22日（ユリウス暦 1月9日）、モスクワ
- ラフマニノフ 『フランチェスカ・ダ・リミニ』 1904年 ダンテ・アリギエーリの叙事詩『神曲』地獄篇第5歌に基づく。初演: 1906年1月24日（ユリウス暦 1月11日） ボリショイ劇場、モスクワ

### 伝記
Tchaikovsky, Modest: The Life And Letters of Peter Ilich Tchaikovsky, University Press of the Pacific (2004) ISBN 1-4102-1612-8